# イソブラボー/雪
「イソブラボー／雪」は、中ノ森BANDの7枚目のシングル。

## 解説
- 前作から3ヶ月ぶりのシングル。バンド初の両A面シングルである。
- 初回盤には「イソブラボー」と「雪」のPVとメイキングを収録したDVDが付いている。

## 収録曲
1. イソブラボー
作詞・作曲：甲本ヒロト／編曲：三宅伸治・中ノ森BAND
日本テレビ「音燃え!」オープニングテーマ
2. 雪
作詞・作曲：真島昌利／編曲：三宅伸治・中ノ森BAND
日本テレビ系「音楽戦士 MUSIC FIGHTER」10月 POWER PLAY
3. 駆け抜ける風
作詞：YUCCO／作曲：内池秀和／編曲：中ノ森BAND・Koma2Kaz
NHK「高専ロボコン2007 風林火山 ロボット騎馬戦」テーマ曲
4. イソブラボー（Instrumental）
5. 雪（Instrumental）